# Invincible (chanson de Muse)
Pour les articles homonymes, voir Invincible.
Singles de Muse
Knights of Cydonia
(2006) Map of the Problematique
(2007)
Pistes de Black Holes & Revelations
Soldier's Poem
(5) Assassin
(7)
Invincible est une chanson du groupe britannique Muse, et le quatrième extrait de leur album Black Holes & Revelations, initialement publié le 9 avril 2007 au Royaume-Uni.

## Clip vidéo
Le clip vidéo est réalisé par Jonnie Ross. La vidéo est diffusée pour la première fois le 16 mars 2007 aux alentours de 23 h 50 sur Channel 4. Elle était également disponible sur le site officiel du groupe. La longueur du clip est plus courte que la version studio mais plus longue que la version radio, soit 4:30. Elle est tournée en Irlande, à Dublin avant un concert.
La vidéo met en scène le groupe dans une attraction de parc telle It's a Small World et retrace au cours du clip, l'histoire des évènements ayant marqué le monde, de l'époque des dinosaures, l'Égypte ancienne, La Rome antique, et la Seconde Guerre mondiale. Ils font également allusion aux attentats meurtriers du 11 septembre 2001. La fin de la vidéo met en scène le futur avec des OVNI et des robots qui attaquent une ville futuriste.

## Liste des titres
| 1. | Invincible (Album Version)                     | 5:03 |
| 2. | Knights of Cydonia (Simian Mobile Disco Remix) | 4:53 |

| 1. | Invincible (Audio)                | 4:30 |
| 2. | Invincible (Video)                | 4:30 |
| 3. | Invincible (Video; Live in Milan) | 5:27 |

| 1. | Invincible | 5:00 |
| 2. | Glorious   | 4:40 |

## Classements hebdomadaires
| Classement (2007)              | Meilleure position |
| ------------------------------ | ------------------ |
| Écosse (OCC)                   | 6                  |
| France (SNEP)                  | 89                 |
| Royaume-Uni (UK Singles Chart) | 21                 |
| Royaume-Uni (UK Rock Chart)    | 1                  |